# Faixa de Aragão
O termo Faixa de Aragão (em catalão Franja d'Aragó ou Franja de Ponent; em aragonês Francha de Levant; e em castelhano Franja de Aragón) é aplicado para o território de língua catalã que abrange a zona mais oriental de Aragão (Espanha), limítrofe com a Catalunha (Espanha), se bem que com o tempo surgiram novas e diversas aplicações, nem sempre coincidentes a respeito do território que fazem referência.

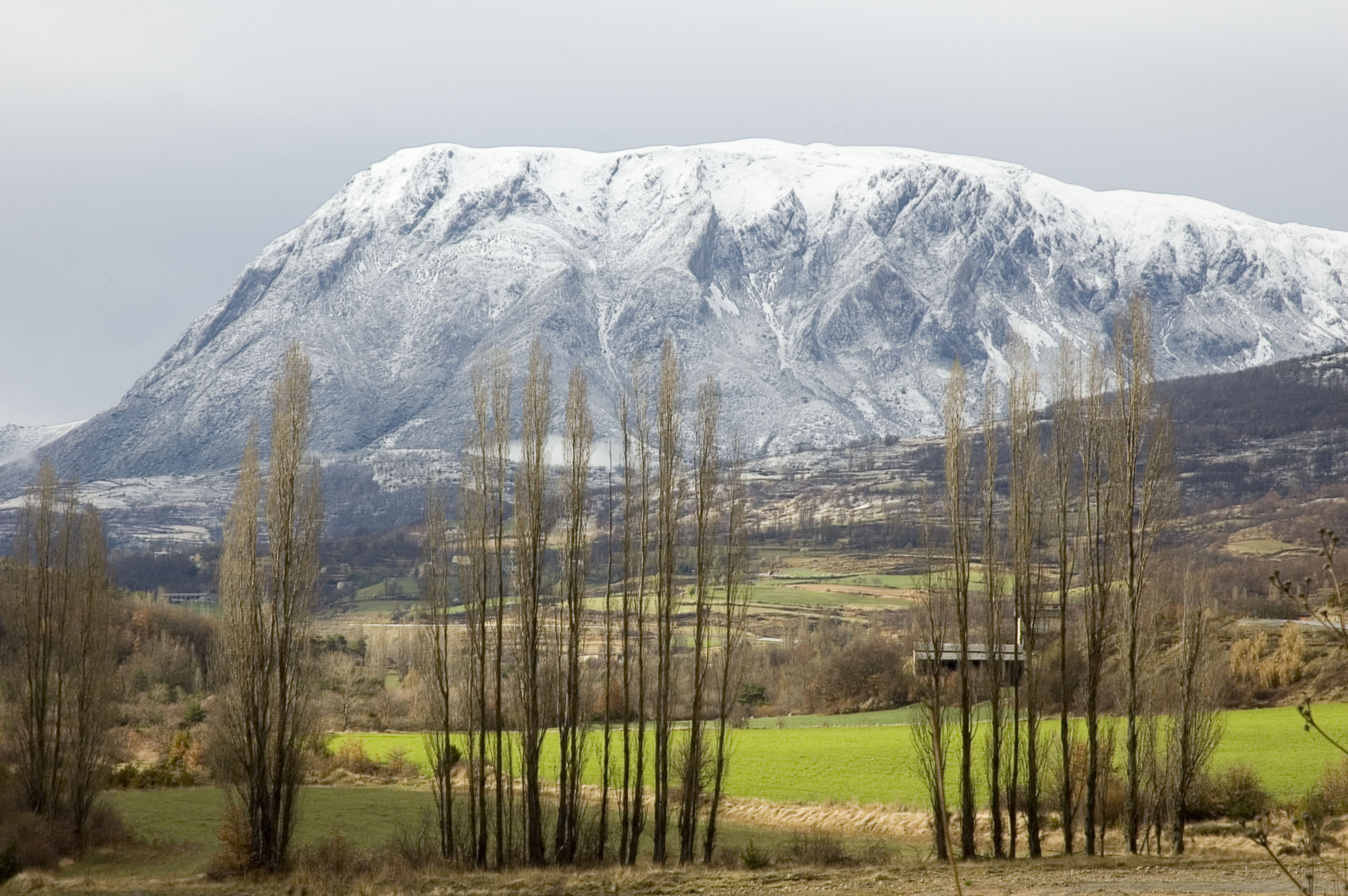
Turbó

## Gênese da denominação 'Faixa'

### Antecedentes e origem
A aplicação do término "Faixa" em referência à zona oriental de Aragão é recente, embora caiba remontar a princípios do século XX para encontrar os seus precedentes, em concreto em 1929, quando o geógrafo Pau Vila "batiza" o Aragão catalanófono como "Marcas de Poente" (em catalão: Marques de Ponent), sendo a primeira tentativa de dar nome a tal território. Posteriormente, a mesma denominação seria empregada, já na segunda metade do século XX, por filólogos como Joan Coromines, alternando com outras denominações como "Marcas de Aragão" (Marques d'Aragó), "Catalunha aragonesa" (Catalunya aragonesa) ou "a raia de Aragão" (la ratlla d'Aragó).
Em todos os casos as diferentes denominações empregadas aludem a um mesmo âmbito territorial, a área oriental de Aragão de "língua catalã", sendo em todos os casos denominações criadas desde a Catalunha, é dizer, é um conceito criado desde um ponto de vista exogênico para poder denominar substantivamente a um território de fala catalã situado a oeste da Catalunha, dali a adjetivação "de Poente" (de Ponent).
É durante a Transição espanhola que o termo "Faixa" é aplicado pela primeira vez em referência ao Aragão catalanófono:
| “ | Singelamente, o nome em questão é uma criação coletiva de um grupo de aragoneses de língua catalã e catalães do Principado interessados pelo fato de uma parte de Aragão ser de língua catalã, que se reuniam alguns sábados pela tarde nos locais do Centro Comarcal Leridano de Barcelona durante os primeiros anos da transição democrática e, por sua vez, criação também de uns originários e reduzidos grupos locais –onde também participavam membros das tertúlias sabáticas do Centro Leridano– surgidos em La Litera na defesa da identidade lingüístico-cultural da comarca, | ” |

No "Segundo Congresso Internacional da Língua Catalã" (Segon Congrés Internacional de la Llengua Catalana) celebrado em 1985 o Instituto de Estudos Catalães, máxima autoridade científica de dito idioma, adotaria "Faixa de Aragão" (Franja d'Aragó) como denominação para o Aragão catalanófono desde um ponto de vista acadêmico. Enquanto a denominação "Faixa de Poente" (Franja de Ponent) ficaria relegada ao âmbito político, em concreto em associações, grupos e partidos políticos afins ao pancatalanismo.
Posteriormente foram criadas desde Aragão novas denominações alternativas, como "Aragão Oriental" (Aragó Oriental), "Faixa Oriental" ou "Faixa de Levante" (Franja de Llevant).

### Novas acepções
O que a princípio fora uma denominação relativa a um âmbito lingüístico posteriormente adquiriu novas acepções variando o âmbito territorial ao que faz referência, nomeadamente a parte da acepção lingüística cabe mencionar as acepções políticas formuladas desde o pancatalanismo, ou algumas mais recentes como a eclesiástica e socioeconômica. Segundo cada acepção, os vínculos que agrupam aos municípios são cingidos às ligações de diferente espécie, ao todo pode-se falar de quatro acepções, a saber:
- Acepção eclesiástica
- Acepção lingüística
- Acepção política
- Acepção socioeconômica

## Acepção eclesiástica

### Origem
As autoridades eclesiásticas,  através do Núncio Apostólico da Santa Sé na Espanha, notificaram a 15 de Junho de 1995 ao presidente da Conferencia Episcopal Espanhola, o arcebispo de Saragoça, Elias Yanes, a decisão da Santa Sé de acolher a recomendação desta e realizar a transferência das 111 paróquias aragonesas até então pertencentes à Diocese de Lérida à nova Diocese de Barbastro-Monzón. A notificação em concreto expressava-se nos seguintes termos:
Em cumprimento da encomenda recebida, é-me grato comunicar a V.E. que a Congregação dos Bispos examinou detidamente o assunto da remodelação dos limites entre as dioceses de Lérida e de Barbastro, com base na petição formulada ao seu tempo pela Conferencia Episcopal Espanhola de que os territórios da autonomia de Aragão pertencentes à Diocese de Lérida passem a fazer parte da Diocese de Barbastro. E levando em conta as razões expostas em ordem a favorecer o maior bem espiritual dos fiéis, decidiu acolhê-la.

Para a realização da mencionada remodelação, dito Dicastério tomou a seguinte determinação:

1. Desmembrar da Diocese de Lérida as paróquias situadas na autonomia aragonesa pertencentes aos arciprestados de Ribagorça Ocidental, Ribagorça Oriental e Cinca Médio e uni-las com a Diocese de Barbastro, que passará a denominar-se Barbastro-Monzón.

2. Os outros arciprestados de Litera e Baixo Cinca com as suas respectivas paróquias, serão agregados à Diocese de Barbastro-Monzón dentro de três anos, é dizer, a 15 de Junho de 1998, de maneira a que o território da Diocese de Lérida possa enquanto isso ser adequadamente definido.
A transferência das paróquias, em relação aos seus respectivos bens e especialmente objetos artísticos ou de arte sacra, deu lugar a um litígio até esta data não solvendo. A partir de dito momento mais de um centenar de obras artísticas situadas no Museu Diocesano de Lérida são retidas pelo bispado leridano negando a sua entrega à Diocese de Barbastro-Monzón. O litígio é popularmente conhecido como o "conflito" dos ""bens/patrimônio eclesiástico da Faixa"" ou ""do Aragão Oriental"", e em que pese a começar sendo um debate de âmbito local transcendeu no último ano a ser notícia na imprensa diária de âmbito nacional, devido especialmente ao confronto entre forças políticas de Aragão e Catalunha.

### Âmbito territorial
Neste caso destaca-se como o conflito sobre o patrimônio eclesiástico atribuiu uma nova acepção territorial ao término ""Faixa"", a territorialidade à que faz referência não segue critério lingüístico algum senão que se cinge ao âmbito territorial eclesiástico baseado em arciprestados, incluindo indiferentemente municípios castelhano-falantes monolíngües como municípios bilíngues, e estando todos circunscritos à província de Huesca.
Os arciprestados que abrangeria a "Faixa de Aragão" na sua acepção eclesiástica são:
- Arciprestado do Baixo Cinca
- Arciprestado do Cinca Médio
- Arciprestado de La Litera
- Arciprestado da Ribagorça Ocidental
- Arciprestado da Ribagorça Oriental

| "Fase"                         | "Nº de paróquias" | "Extensão" (km²)" | "Habitantes" |
| ------------------------------ | ----------------- | ----------------- | ------------ |
| "Setembro de 1995"             | 84                | 2.317,3           | 37.793       |
| "Junho de 1998"                | 27                | 1.607,7           | 30.296       |
| "Total paróquias traspassadas" | "111"             | "3.925,0"         | "68.089"     |

## Acepção lingüística

A cor verde, a localização do território catalão-falante do Aragão.

O catalão é falado por um setor significativo populacional (o 47,1% populacional o usa como língua habitual segundo uma pesquisa de opinião do Instituto Aragonês de Estadística percentagem que sobe a 73,6% segundo um inquérito realizado nas mesmas datas, mas com um âmbito territorial menor pela Generalitat da Catalunha; ambas as pesquisas dão uma cifra aproximada de 30.000 catalanófonos habituais), apesar de não ser língua administrativa em Aragão e de que tem uma presença muito limitada no ensino (onde só é possível estudá-la como optativa).

### Âmbito territorial
Os limites exatos da "Faixa de Aragão" diferem dependendo da fonte, já que existem alguns municípios da Ribagorça nos quais existiriam dúvidas sobre se incluí-los como catalanófonos ou como aragonófonos. A proporção de falantes de uma ou outra língua varia com o tempo e a imigração segundo o município, coisa que provoca que diferentes fontes estabeleçam fronteiras ligeiramente diferentes.
Segundo o anteprojeto da Lei de línguas
Durante a IV Legislatura das Cortes de Aragão (1995-1999) sob o governo da coligação PP-PAR foi emitido o Ditame da Comissão especial de estudo sobre a política lingüística em Aragão. O ditame sentaria as bases para que na seguinte legislatura (1999-2003) governando a coligação PSOE-PAR, apresentara-se o Anteprojeto da Lei de Línguas de Aragão, onde pela primeira vez detalhar-se-ia desde as Cortes de Aragão que municípios aragoneses fazem parte do âmbito lingüístico catalão, com a finalidade de reconhecer a co-oficialidade e potenciar o uso da língua catalã no âmbito público e especialmente na educação.
A lei não foi finalmente aprovada por causa dos protestos e recolhidas de assinaturas em Aragão que se opunham a que o catalão se fizera co-oficial promovidas nomeadamente por FACAO e à exigência do executivo de aprová-la desde o consenso de todas as foras políticas, circunstância que não se deu.
Segundo o Instituto de Estudos Catalães
Desde o ponto de vista do Instituto de Estudos Catalães o âmbito territorial é menor, devido a que o âmbito territorial da língua catalã é reduzida a um total de 57 municípios, que abrange uma extensão de 4.137,2 km² com uma população de 46.442 habitantes (2007).
Segundo a Gran Enciclopedia Aragonesa
No caso da Gran Enciclopedia Aragonesa (GEA) ocorre o inverso, o âmbito territorial da "Faixa de Aragão" aumenta. Cabe mencionar que não recolhe a entrada "Faixa" mas se "Catalão em Aragão", onde oferece as cifras de 5.370 km² e 70.000 habitantes, sem especificar nem quantos nem em que municípios em concreto fala-se catalão nem a data do censo populacional da cifra que oferecem.
Segundo a Gran Geografia Comarcal do GREC
No caso da Gran Geografia Comarcal do Grupo Enciclopédia Catalana (GREC) o âmbito territorial da Faixa de Aragão também é maior mas não tanto como na GEA. Todos os municípios que acrescenta à listagem do anteprojeto da Lei de línguas são ribagorçanos e portanto pertencentes à província de Huesca. Ao todo acrescenta 8 municípios e 3 núcleos populacionais, Güell, Laguarres e Torres del Obispo, que fazem parte de dois municípios, de Graus no caso do primeiro e o terceiro, e de Capella no caso do segundo. Na seguinte tabela são detalhadas as cifras oficiais de extensão e população dos municípios e núcleos populacionais:

### Tabela e mapa comparativos
| Fonte                               | Nº múni- cípios | % de Aragão | Extensão (km²) | % de Aragão | Habitantes (2007) | % de Aragão |
| ----------------------------------- | --------------- | ----------- | -------------- | ----------- | ----------------- | ----------- |
| Anteprojeto da Lei de línguas       | 62              | 8,5         | 4.442,8        | 9,3         | 47.686            | 3,7         |
| Instituto de Estudos Catalães (IEC) | 57              | 7,8         | 4.137,2        | 8,3         | 46.442            | 3,6         |
| Gran Enciclopedia Aragonesa (GEA)   | ?               | -           | 5.370,0        | 11,3        | 70.000            | 5,4         |
| Grupo Enciclopedia Catalana (GREC)  | 70              | 9,6         | 5.008,0        | 10,5        | 51.803            | 4,0         |
| Total Aragão                        | 730             | 100,0       | 47.719,2       | 100,0       | 1.296.655         | 100,0       |

Toponímia

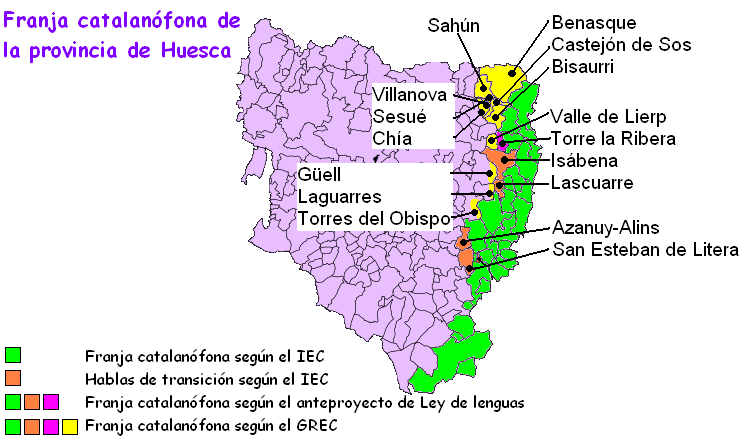
Variações dos municípios catalanófonos da província de Huesca.

Em relação à toponímia local em língua ou modalidade lingüística vernácula não há consenso em todos os casos, havendo em alguns municípios denominação diferente segundo o topônimo oficial proposto pelas leis da comarca e os topônimos não oficiais propostos pelo Instituto de Estudos Catalães (IEC).

## Acepção política

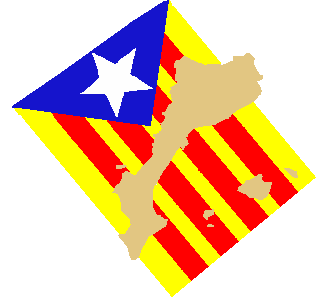
Bandeira proposta desde o pancatalanismo para os Países Catalães.

A acepção política da faixa de Aragão vai ligada aos movimentos políticos catalanistas. Desde o pancatalanismo sempre se considerou esta Faixa como a Catalunha irredenta, que por vicissitudes históricas ficou desmembrada da  sua comunidade cultural, comunidade sobre a que se fundamenta, segundo o pancatalanismo, a nação catalã, abrangendo todas as regiões de fala catalã em Andorra, Espanha, França e Itália de língua catalã.
Esta nova acepção dos Países Catalães surge ao longo do século XX, e especialmente a partir dos anos 60 -impulsionado nomeadamente por Joan Fuster-, o término recolhe uma nova acepção política reivindicando um estado nacional para os Países Catalães fundamentado numa comunidade ou etnia lingüística.

## Acepção socioeconômica
A acepção socioeconômica da Faixa de Aragão faz menção à área territorial aragonesa pertencente à região econômica ou de influência da cidade catalã de Lérida, a qual engloba municípios oscenses e saragoçanos catalanófonos e exclui os turolenses, agregando também municípios castelhanófonos como Alcolea de Cinca, Binéfar, Monzón, etc. A área de influência de Lérida fica especialmente refletida nas edições locais da imprensa leridana, como por exemplo em La Manyana-Franja de Ponent, ou também desde Aragão, como é o caso do jornal digital Franja Digital.